# Monumento a Columbine
El Monumento a Columbine (en inglés: Columbine Memorial) es un monumento conmemorativo en Columbine, Colorado, que honra a las víctimas fallecidas y heridos, sobrevivientes, rescatistas y a todos los afectados por la masacre de la Escuela Secundaria de Columbine del 20 de abril de 1999. El monumento está ubicado en Clement Park, que es detrás de Columbine High School, el lugar de la masacre. Es operado por una institución sin fines de lucro cuya misión es operar el monumento y su mantenimiento.
El memorial comenzó a planificarse en junio de 1999, aproximadamente dos meses después del tiroteo, para las víctimas, los sobrevivientes, los involucrados en las operaciones de rescate y recuperación y todos los afectados por el tiroteo. El diseño tomó tres años y medio. Se aceptó diseñar un diagrama de cuatro niveles: el primero eran las personas más afectadas por los tiroteos, las familias de las víctimas; el segundo fueron las víctimas heridas y sus familias; el tercero eran los estudiantes y el personal pasados y presentes de la escuela secundaria; y la final fue la comunidad y público en general. La Fundación Foothills y el Comité Conmemorativo de Columbine recaudaron más de $1,5 millones en donaciones durante ocho años de planificación.
La inauguración del monumento ocurrió en junio de 2006. El Memorial se abrió al público el 21 de septiembre de 2007.

## Fondo
El 20 de abril de 1999, los estudiantes de último año de Columbine High School, Eric Harris y Dylan Klebold, asesinaron a 12 estudiantes y un maestro e hirieron a otros 24. Harris y Klebold luego se suicidaron. Fue en ese momento, el tiroteo más mortífero en una escuela secundaria en la historia de Estados Unidos.
Poco después de la masacre se crearon muchos monumentos conmemorativos improvisados, incluido el automóvil de Rachel Scott y la camioneta de John Tomlin. Con la planificación de un monumento permanente a partir de junio de 1999. La escuela secundaria Columbine también erigió quince cruces de madera en la cima de una colina, 13 para las víctimas y dos para los tiradores. Esto generó cierta controversia sobre si Harris y Klebold deberían ser conmemorados o no. Algunos argumentaron que glorificaba a los asesinos, mientras que otros argumentaron que Harris y Klebold también fueron víctimas. Brian Rohrbough, padre de la víctima Daniel Rohrbough, quitó las cruces y afirmó que no era apropiado honrar a los tiradores en el mismo lugar que sus víctimas.
En algún momento entre las fechas del 13 al 15 de noviembre de 2020, se robó una configuración de caja de donaciones para financiar el mantenimiento y los costos de mantenimiento del monumento.

## Diseño

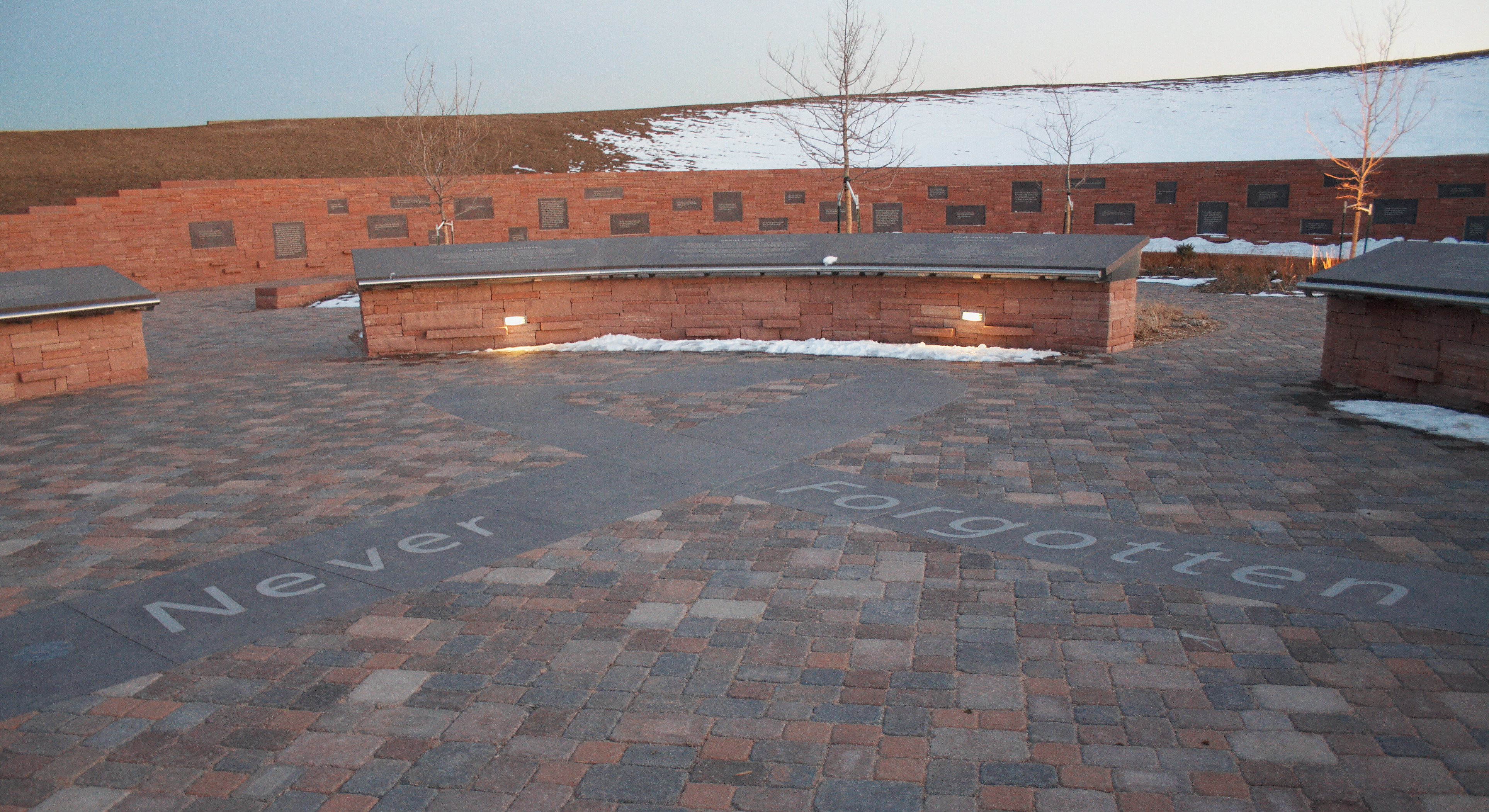
Anillo del recuerdo en 2008.

### Anillo de recuerdo
La característica principal del monumento a Columbine es el Anillo del Recuerdo, ubicado en el centro del monumento. Las familias de las víctimas proporcionaron declaraciones personales, que luego fueron grabadas en piedra como tributo a las 13 víctimas. En el centro del cuadrilátero hay un listón que dice "Nunca olvidados" diseñado por los padres de la víctima Kyle Velásquez, Al y Phyllis.

### Muro de curación
Rodeando la mayor parte del monumento, se encuentra el Muro de la Curación. Diseñado para "honrar a todos los que resultaron heridos, los socorristas y todos los que se vieron afectados por los acontecimientos del 20 de abril de 1999".